# François Devries
François Devries (21 d'agost de 1913 - 17 de febrer de 1972) fou un futbolista belga.

## Selecció de Bèlgica
Va formar part de l'equip belga a la Copa del Món de 1934.